# 2091 Sampo
2091 Sampo è un asteroide della fascia principale del diametro medio di circa 30,48 km. Scoperto nel 1941, presenta un'orbita caratterizzata da un semiasse maggiore pari a 3,0135892 UA e da un'eccentricità di 0,0639685, inclinata di 11,37276° rispetto all'eclittica.
L'asteroide è intitolato all'omonimo oggetto magico della mitologia finnica.